# Rhinanthus songeonii
Rhinanthus songeonii är en snyltrotsväxtart som beskrevs av Chab.. Rhinanthus songeonii ingår i släktet skallror, och familjen snyltrotsväxter. Inga underarter finns listade i Catalogue of Life.